# Martin Wannenmacher
Martin Wannenmacher (* vor 1719; † nach 1719) war ein deutscher Kunstschreiner des 18. Jahrhunderts.

## Werk
Martin Wannemacher baute im Jahr 1719 ein einreihiges Chorgestühl mit vorgelegten, gedrehten Halbsäulen und Zahnschnittgesims an der Brüstung und Rückwand für die Pfarrkirche St. Jakob in Owingen.